# Guangzhou Automobile Group
Guangzhou Automobile Group Co., Ltd., bekannt unter der weitläufigen Abkürzung GAC, ist ein großer Automobilkonzern der Volksrepublik China. Gegründet im Jahr 1955, ist dieses Unternehmen der größte Automobilproduzent in Südchina und zugleich Tochterunternehmen der Guangzhou Automobile Industry Group. Die Unternehmensanfänge fanden in Gestalt der Entwicklung von Vorläuferunternehmen statt; GAC wurde mit seiner jetzigen Namensbezeichnung erst 1997 etabliert. Ihre jetzige Rechtsform, nämlich die der Aktiengesellschaft, hat die Guangzhou Automobile Group Co., Ltd. erst am 28. Juni 2005 erhalten.
Im Segment der Mittelklasse- und der Kleinwagen-Automobile war die Guangzhou Automobile Group im Jahr 2010 mit 724.200 Fahrzeugen der sechstgrößte Automobilhersteller der Volksrepublik China.

## Tochterunternehmen
Die Tochterunternehmen der Guangzhou Automobile Group lassen sich im Wesentlichen in drei Typen untergliedern:
(a) Tochterunternehmen, die dazu dienen, GAC eine gewisse Durchschlagskraft am Markt zu geben und dem Konzern dabei helfen, sich an Marktprozesse schnell anzupassen:
- in diese Kategorie könnte die 2008 gegründete Unternehmenstochter GAC Motor eingeordnet werden[4];

(b) klassische Automobilhersteller, die durch den GAC-Konzern im Laufe der Jahre und Jahrzehnte seiner Unternehmensentwicklung erworben wurden. Dazu gehören: 
- GAC Gonow Automobile (ein Gemeinschaftsunternehmen mit Zhejiang Gonow Automobile) (ist im April 2016 in der Tochtergesellschaft GAC Motor aufgegangen);
- GAC Changfeng Motor; und

(c) Unternehmen, die aus neueren Entwicklungen heraus wie der Elektromobilität zu gründen veranlasst worden sind. Dazu gehört:
- GAC New Energy Automobile (auch bekannt unter der gängigen Abkürzung „GAC NE“).

## Automarken
Die Entstehung der Automarken des Unternehmens sind teilweise auf Unternehmensaktivitäten direkt zurückzuführen, teilweise aber auch auf Firmenzukäufe.
Eine größere Palette von PKW-Modellen wird unter der Haupt-Automarke GAC gebaut, der bestimmte Submarken untergeordnet worden sind. Die Hauptmarke ist diejenige, die man auf Vorderwagen und Frontgrills der diversen Modelle als ein stilisiertes "G" antrifft.
Zur Hauptmarke gab es die Submarke „GAC Aion“ für Elektroautos. Seit 2020 ist das die Marke Aion.
Des Weiteren gibt es zur Hauptmarke die Submarke „GAC Trumpchi“, unter der Verbrenner, Hybride und auch Elektroautos ihre Bezeichnung erhalten.
Des Weiteren gibt es die Marken, die nicht unter die Hauptmarke fallen, sondern eigenständig geblieben sind und durch Firmenzukäufe ins Konzernportfolio gelangt sind:
Zu nennen sind da die Automarken „Gonow“, erstere symbolisiert durch ein stilisiertes "G" in einem Ring und „Changfeng Liebao“ (Lièbào).
Die Übernahme einheimischer Hersteller hat auch in Sachen Modellangebot Konzern-eigene Entwicklungen angestoßen. Genannt wird einerseits GAC Changfeng Motor und andererseits Zhejiang Gonow Automobile, wobei andere Quellen angeben, dass GAG und Zhejiang 2010 das Gemeinschaftsunternehmen GAC Gonow Automobile gründeten, also Zhejiang nicht 2010 übernommen wurde. 
Beide aufgekaufte Unternehmen, deren Marken zunächst weiter bestehen geblieben sind, hatten zuvor vor allem Geländewagen und verwandte Fahrzeugkategorien produziert. Von Changfeng wurde allerdings bereits vor dessen Übernahme mit der Entwicklung einer Stufenheck-Limousine begonnen, die inzwischen „Changfeng Zhuo Yue“ genannt wird.
Darüber hinaus gibt es die Marken, die durch die Joint-Ventures entstanden, die der Mutterkonzern GAIG mit anderen Herstellern eingegangen ist:
So ist etwa die Marke „Everus“ im Rahmen des Guanqi Honda Joint-Ventures zustande gekommen.